# Forged from the Love of Liberty
Forged from the Love of Liberty è l'inno nazionale di Trinidad e Tobago. Fu composto come inno della Federazione delle Indie Occidentali dal compositore di Trinidad Patrick Castagne e successivamente adottato come inno di Trinidad e Tobago quando lo Stato caraibico divenne indipendente dalla Gran Bretagna nel 1962.

## Testo in lingua inglese
Forged from the love of liberty
In the fires of hope and prayer
With boundless faith in our destiny
We solemnly declare:
Side by side we stand
Islands of the blue Caribbean sea,
This our native land
We pledge our lives to thee.
Here every creed and race finds an equal place,
And may God bless our nation
Here every creed and race finds an equal place,
And may God bless our nation.

## Traduzione
Forgiata dall'amore della libertà
nei fuochi della speranza e della preghiera
con fede incommensurabile nel nostro destino
solennemente dichiariamo:
Fianco a fianco stiamo
isole del mare blu caraibico,
nostra terra nativa
ti chiediamo di farci vivere
Qui tutte le fedi e le razze trovano un posto identico,
e possa Dio benedire la nostra nazione
qui tutte le fedi e le razze trovano un posto identico,
e possa Dio benedire la nostra nazione.